# 팀 스토클리
티모시 크리스토퍼 스토클리(영어: Timothy Christopher Stokely, 1983년 7월~)는 영국의 사업가이자 인터넷 사이트 OnlyFans의 설립자이자 전 CEO로, 2021년 12월에 공식적으로 사임했다.

## 생애
팀 스토클리는 1983년 7월 에식스주 할로에서 태어났다. 스토클리는 은퇴한 전 바클리즈 투자 은행가 가이 스토클리(Guy Stokely)의 네 자녀 중 막내로, 앵글리아 러스킨 대학교에서 학위를 받았다.

## 경력
팀 스토클리의 첫 번째 사업은 성인용 공연 웹사이트인 글램워십(GlamWorship)과 커스텀포유(Customs4U), 그리고 고객과 무역업자를 연결하는 사이트였다.
팀 스토클리는 2016년 형인 토마스 스토클리(Thomas Stokely)와 함께 OnlyFans를 설립했으며, 아버지 가이(Guy)로부터 10,000파운드 대출을 받아 "팀, 이게 마지막이 될 거야."라고 말했다. 팀의 형은 회사의 최고운영책임자, 아버지는 재무 책임자이다. 그는 제 3자가 사이트에 새로운 콘텐츠 제작자를 모집할 인센티브를 제공하는 추천 시스템을 구축하여 이전 사이트에서의 실수를 피하려고 했다.
투자자 워렌 버핏과 그의 저서 워렌 버핏 온 비즈니스(Warren Buffett on Business)를 그의 인생에 영향을 준 책들 중 하나로 꼽고 있다.
스토클리는 2018년에 온리팬스의 모회사인 패닉스 인터네셔널(Fenix International)의 지분 75%를 레오니드 라드빈스키(Leonid Radvinsky)에게 매각했다. 2021년 12월 23일, 팀 스토클리는 CEO에서 물러났고, 그 뒤를 인도계 미국인 사업가 암라팔리 간(Amrapali Gan)이 이어받았다.킬리 블레어(Keily Blair)는 2023년 7월 암라팔리 간을 대신해 CEO직을 대행했다.
스토클리는 하트퍼드셔주 비숍스 스토포드에 있는 "영화관과 사우나가 있는 게이트 맨션(gated mansion with a cinema and sauna)"에 살고 있다. 스토클리는 온리팬스 콘텐츠 제작자인 제임스 해스켈(James Haskell)과 크리스 롭쇼(Chris Robshaw)를 구독하고 있으며, 럭비에 대한 관심을 반영하고 있다.